# TSR Góra Nad Kiwajami
TSR Góra Nad Kiwajami – telewizyjna stacja retransmisyjna z wieżą o wysokości 35 m, znajdująca się w Dobrej, zlokalizowana na górze Nad Kiwajami. Właścicielem obiektu jest Emitel sp. z o.o.
20 maja 2013 została zakończona emisja programów telewizji analogowej. Tego samego dnia rozpoczęto nadawanie sygnału trzeciego multipleksu w ramach naziemnej telewizji cyfrowej.

## Parametry
- Wysokość posadowienia podpory anteny: 530 m n.p.m.[3]
- Wysokość zawieszenia systemów antenowych: TV: 28 m n.p.t.[3]

## Transmitowane programy

### Programy telewizyjne – cyfrowe
| Nazwa multipleksu | Częstotliwość | Kanał | Moc promieniowana nadajnika | Polaryzacja | Kompresja wizji |
| ----------------- | ------------- | ----- | --------------------------- | ----------- | --------------- |
| MUX 3             | 482 MHz       | 22    | 0,012 kW                    | pozioma     | MPEG-4          |

## Nienadawane analogowe programy telewizyjne
| LP | Program             | Właściciel            | Częstotliwość | Kanał | Moc nadajnika | Polaryzacja | Data wyłączenia nadajnika |
| -- | ------------------- | --------------------- | ------------- | ----- | ------------- | ----------- | ------------------------- |
| 1  | TVP1                | Telewizja Polska S.A. | 679,25 MHz    | 47    | 0,02 kW       | pozioma     | 20 maja 2013              |
| 2  | TVP2                | Telewizja Polska S.A. | 759,25 MHz    | 57    | 0,02 kW       | pozioma     | 20 maja 2013              |
| 3  | TVP Info/TVP Kraków | Telewizja Polska S.A. | 623,25 MHz    | 40    | 0,02 kW       | pozioma     | 20 maja 2013              |